# 矢野力治
矢野 力治（やの りきじ、1864年3月9日（元治元年2月2日）- 1936年（昭和11年）9月10日）は、日本の弁護士、政治家。衆議院議員（1期）。

## 経歴
日向国臼杵郡坪谷村（宮崎県東臼杵郡東郷村、東郷町を経て現日向市）で生まれた。1890年（明治23年）明治法律学校法律科及び政治科卒。代言人から弁護士となり、山林業従事する。東臼杵郡会議員、宮崎県会議員、同産業調査委員、同協賛会評議員となる。
1928年（昭和3年）第16回衆議院議員総選挙において宮崎県全県区(当時)から立憲政友会公認で立候補して当選した。1929年（昭和4年）6月14日、業務上横領被告事件において大審院で上告が棄却され、長崎控訴院での懲役8月の判決が確定し、衆議院議員を1期目途中で退職した。1936年死去。